# 平和への弾痕
『平和への弾痕』（へいわへのだんこん）は、秋本治による読切の戦記漫画。創美社発行の同名の短編集に収録されている。

## 概要
時はベトナム戦争末期、主人公・ケリーの属するアメリカ軍部隊は、ベトナムゲリラの潜伏する建物に攻撃をしかけようとしていた。ケリーは殺し合わなければならない意味を自問自答し、上官、同僚もまた、戦いの中でそれぞれの思いを抱えていた。他方、ベトナムゲリラも人間。侵略するアメリカ軍に身内を殺されるなど、それぞれの憎しみが彼らを戦いへと導いていた。この物語は、極限状態にあって己の信念のために戦うものたちを、命の儚さ、戦争の惨さを通して描いている。
作者・秋本治がデビュー前に描いた作品であり、本来であればデビュー作『こちら葛飾区亀有公園前派出所』ではなく本作を雑誌に投稿する予定だったが、あまりにもハードな内容だったために断念した。秋本は作画当時入院していたこともあり、完成までに2年以上かかったといい、このエピソードは『こちら葛飾区亀有公園前派出所』30巻収録の「デビュー!の巻」で言及されている。また秋本は、登場する武装等の考証・描写に誤りがある点を後年になって認めている。

## 主な登場人物

### ヴェトナム側
長老
戦闘経験が長けていると思われ、機関銃の射撃音を見抜いた。
キム
ヴェトコン側の主人公。少年兵。
ミン
唯一の女性ゲリラ。キムの姉。一カ所名前が「リン」と誤植されている。
ボルボ
ブレン軽機関銃を装備している。『こち亀』に登場するボルボ西郷とは無関係。
カン
若いゲリラ。ボルボを兄のように慕っている。援護していたボルボの銃がジャムをおこし、戦死。
ファン
米軍に迫撃砲弾を叩き込むなどして成果を挙げた。冷蔵庫を盾に隠れていたがM85機関銃の12.7mm機銃弾に冷蔵庫ごと撃ち抜かれ戦死。

### アメリカ側
ケリー
アメリカ側の主人公。若い兵士。ベトナム戦争に嫌気が差している。
マクラーレン
兄をヴェトコンに惨殺された過去を持ち、ベトナム人を憎んでいる。撃たれた上に、血を吐いていたことから戦死した可能性が高い。銃はドイツ製のFG42/Iを装備。
ルイス軍曹
ケリーの上官。分隊長のワリには活躍が少ない。
モーリス
衛生兵。父親は病院の院長で継ぐ様に言われている。戦場に居ながら武器を使用できない事を不満に思っている。ケリーをかばって手榴弾の直撃を受け片腕を奪われた。

## 短編集
- ジャンプスーパーコミックス『平和への弾痕』1979年10月9日発行 ISBN 4-420-13063-6